# Мешень (Резинський район)
Мешень (рум. Meșeni) — село у Резинському районі Молдови. Утворює окрему комуну.

## Населення
За даними перепису населення 2004 року у селі проживали 916 осіб.
Національний склад населення села:
| Національність   | Кількість осіб | Відсоток   |
| ---------------- | -------------- | ---------- |
| молдавани румуни | 893 18         | 97,5% 2,0% |
| українці         | 3              | 0,3%       |
| росіяни          | 1              | 0,1%       |
| болгари          | 1              | 0,1%       |
| Всього           | 916            | 100%       |